# Yumachrysa apache
Yumachrysa apache is een insect uit de familie van de gaasvliegen (Chrysopidae), die tot de orde netvleugeligen (Neuroptera) behoort. 
Yumachrysa apache is voor het eerst wetenschappelijk beschreven door Banks in 1938.